# Ebon
Ebon es un atolón de 22 islas en la cadena Ralik de las Islas Marshall, en el océano Pacífico. Su área total es 2,22 mi², con una laguna interior de 40,09 mi², y su población asciende a 741 habitantes.
Esta isla se hizo popular gracias a que fue el lugar al que arribó el náufrago Salvador Alvarenga en 2014, que llevaba catorce meses a la deriva en el mar después de haber zarpado desde Paredón, Chiapas, México.
- Datos: Q152754
- Multimedia: Ebon Atoll / Q152754